# 응고지 오콘조이웨알라
응고지 오콘조이웨알라(Ngozi Okonjo-Iweala,1954년 6월 13일 ~ )는 나이지리아 태생의 경제학자이자 국제 개발 전문가이다. 그녀는 스탠다드차타드 은행, 트위터, 세계백신면역연합 및 ARC (African Risk Capacity ) 이사회에서 활동하고 있다. 2021년 2월 15일, 세계무역기구 사무총장으로 선출되었다. 최초의 아프리카 출신이자 여성 사무총장이다.
오콘조이웨알라는 개발 경제학자로서 세계 은행에서 25년 동안 근무하면서 부총재 (2007–2011)까지 올랐다. 그녀는 또한 올루세군 오바산조 대통령 시절과 굿럭 조너선 대통령 시절에 나이지리아 재무 장관 (2003–2006, 2011–2015)을 두 차례나 하였다. 1970년대 나이지리아에서 미국으로 건너간 그녀는 하버드대에서 경제학을 전공하고, MIT 대학원에서 지역경제 개발학 박사학위를 받았다. 현재 그녀는 미국 시민권자이다.

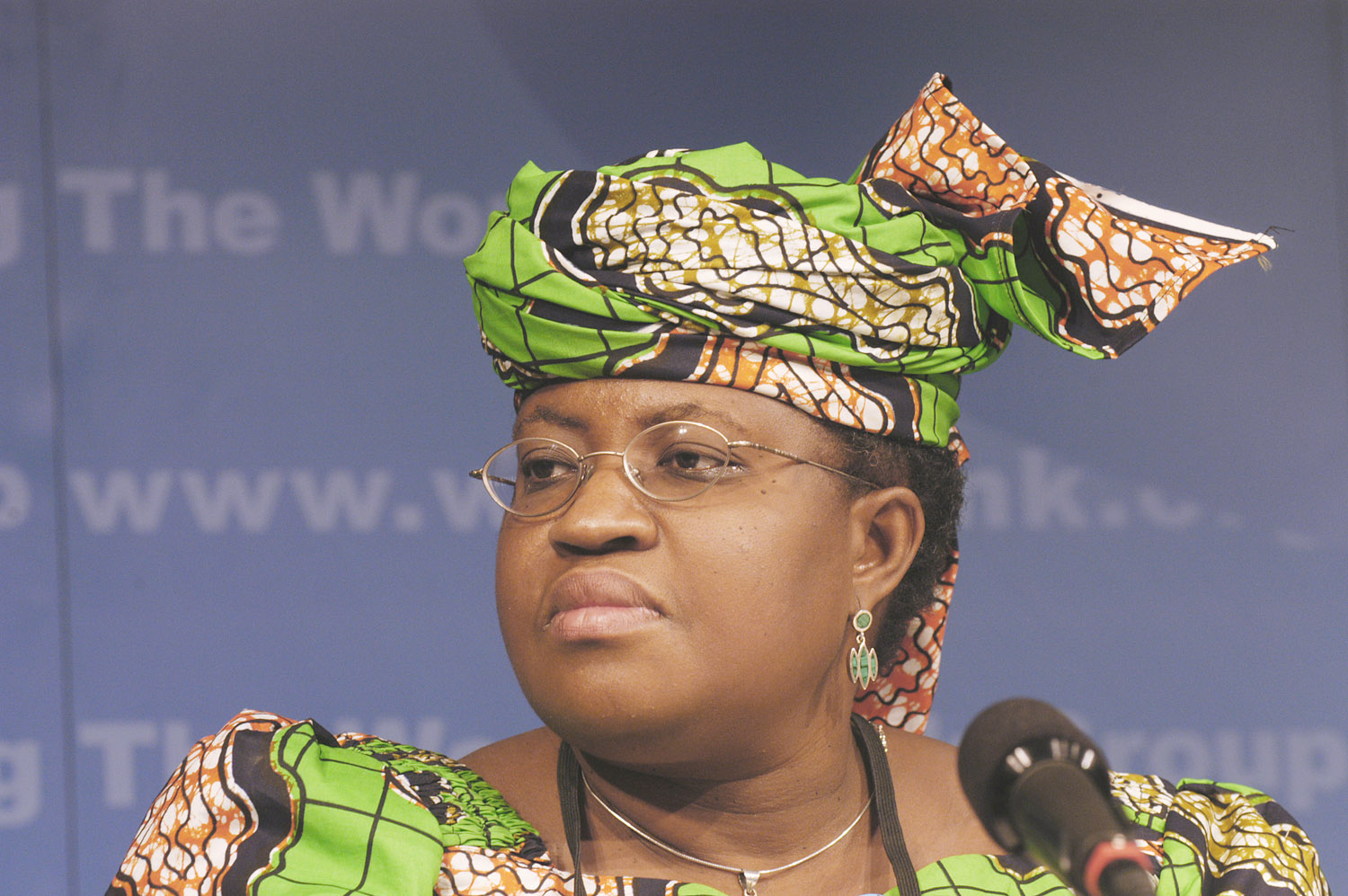
오콘조이웰라, 2004년 국제통화기금 및 세계은행 그룹 춘계 회의때 모습